# Aulo Petronio Lurcón
Aulo Petronio Lurcón (en latín, Aulus Petronius Lurco, fl. siglo I) fue un senador romano, que desarrolló su carrera política bajo Claudio y Nerón

## Carrera
Fue cónsul sufecto en el nundinium de la segunda mitad del año 58 junto Aulo Paconio Sabino como compañero. Se le conoce únicamente a través de inscripciones. Además, fue miembro de la cofradía de los Hermanos Arvales. Se menciona un tal "M. Petronio Lurcón"  como uno de los tres curatores tabulariorum publicorum, junto con Cayo Calpetano Rancio Sedato y Tito Satrio Deciano; este Petronio Lurcón pudo haber sido un hermano del cónsul de 58. No obstante dado que la inscripción que lo atestigua se conoce a través de una transcripción en el Itinerario de Einsiedeln, que contiene errores, entra dentro de lo posible que la inicial fuera en realidad una "A." siendo Petronio Lurcón y el cónsul la misma persona.